# Kiszon
Kiszon (hebr. נחל קישון) – rzeka w północnej części Izraela, przepływająca przez Dolinę Jezreel, utworzona z dwóch dopływów, których źródła znajdują się pod górami Tabor i Gilboa, przepływająca przez miasto Hajfa i uchodząca do Morza Śródziemnego, do zatoki Akko. Długość rzeki: 13 km.
Rzeka jest mocno zanieczyszczona przez znajdujący się wokół Hajfy przemysł ciężki i chemiczny.

## Rzeka Kiszon w Biblii
Rzeka wspomniana jest w Biblii w Księdze Sędziów (Sdz 4-5) w historii Debory i Baraka. Tutaj Izrael odniósł zwycięstwo nad Siserą, dowódcą wojsk Jabina, króla kananejskiego.